# 顾炳悦
顾炳悦（1976年—），辽宁北宁人，满族，中华人民共和国政治人物、第十一届全国人民代表大会解放军代表。
毕业于第二炮兵工程学院，是中共党员。担任第二炮兵某旅二营教导员。2008年起担任全国人大代表。